# Niccolò Acciaiuoli

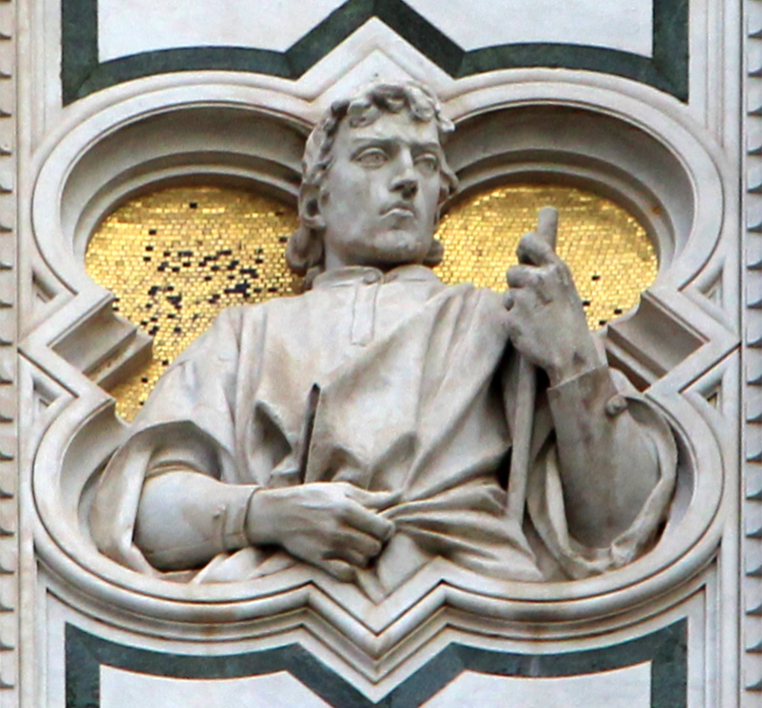
Niccolò Acciaiuoli, Santa Maria del Fiore, Firenze

Stemma degli Acciaiuoli

Niccolò Acciaiuoli (Castello di Montegufoni, 12 settembre 1310 – Napoli, 8 novembre 1365) è stato un politico italiano, figlio di Acciaiolo, della famiglia fiorentina degli Acciaiuoli.

## Biografia
Il luogo di nascita è il Castello di Montegufoni, tuttora esistente nei dintorni di Montespertoli (Firenze). I forti legami della compagnia commerciale di famiglia lo portarono a stabilirsi a Napoli nel 1331, dove fu in strettissimo contatto con la corte angioina, tanto da ricevere prima il titolo di cavaliere da re Roberto d'Angiò, poi, nel 1348, il prestigioso titolo di Gran Siniscalco del regno di Napoli.
Tra le sue imprese alla corte partenopea vanno ricordate la conquista del principato di Acaia (1338-1441), che una volta ceduto al nipote del re, Luigi, gli fruttò in premio la signoria di Corinto, la promozione del matrimonio tra Giovanna d'Angiò e Luigi di Taranto, la riconquista del regno d'Ungheria per Luigi di Taranto. Dopo la morte di Luigi (1362), si adoperò per proteggere sul trono la regina contro i baroni in rivolta.
Suo cugino fu Angelo Acciaiuoli senior, vescovo di Firenze, al quale scrisse una famosa lettera (che ci è rimasta) dove si difendeva da alcune accuse, scrivendo una sorta di autobiografia, prezioso documento storiografico delle vicende del Trecento.
Amante delle lettere e delle arti, fu amico di Francesco Petrarca e di Giovanni Boccaccio. Il Boccaccio, che dedicò alla sorella di Niccolò, Andreina contessa d'Altavilla, la sua opera: De mulieribus claris, fu suo ospite nel 1362 nel suo castello del Parco di Nocera.
Fece costruire a Galluzzo, nei pressi di Firenze, la magnifica Certosa di Firenze, ov'è sepolto, e dove sono sepolti numerosi membri della famiglia Acciaiuoli.

## Discendenza
Ebbe quattro figli da Margherita degli Spini, ma nessuno di essi ebbe una lunga discendenza: 
- Lorenzino Acciaiuoli (morto nel 1353), patrizio napoletano;
- Angelo Acciaiuoli (morto a Messina nel 1380), conte;
- Lorenzo Acciaiuoli, barone;
- Benedetto Acciaiuoli, conte.